# USS Abbot (DD-629)
USS Abbot (DD-629) là một tàu khu trục lớp Fletcher được Hải quân Hoa Kỳ chế tạo trong Chiến tranh Thế giới thứ hai. Nó là chiếc tàu chiến thứ hai của Hải quân Mỹ được đặt theo tên Thiếu tướng Hải quân Joel Abbot (1793–1855), người tham gia cuộc Chiến tranh 1812. Nó đã hoạt động cho đến hết Thế Chiến II, được cho xuất biên chế năm 1946, nhưng được cho tái biên chế trở lại năm 1951 và tiếp tục phục vụ cho đến năm 1965, bị bán để tháo dỡ năm 1975. Abbot được tặng thưởng tám Ngôi sao Chiến trận do thành tích phục vụ trong Thế Chiến II.

## Thiết kế và chế tạo
Abbot được đặt lườn tại xưởng tàu của hãng Bath Iron Works ở Bath Maine vào ngày 21 tháng 9 năm 1942. Nó được hạ thủy vào ngày 17 tháng 2 năm 1943; được đỡ đầu bởi bà Grace Abbot Fletcher, cháu nội Thiếu tướng Abbot; và nhập biên chế tại Xưởng hải quân Boston vào ngày 23 tháng 4 năm 1943 dưới quyền chỉ huy của Hạm trưởng, Trung tá Hải quân Chester E. Carroll.

## Lịch sử hoạt động

### Thế Chiến II
Abbot hoàn tất việc trang bị tại Boston, Massachusetts vào ngày 13 tháng 5 năm 1943, khi nó trình diện để phục vụ cùng Tư lệnh Khu trục, Hạm đội Đại Tây Dương. Nó tiến hành chạy thử máy huấn luyện ngoài khơi Casco Bay, Maine cho đến ngày 18 tháng 6, rồi trong ba tháng tiếp theo đã phục vụ hộ tống cho các tàu chiến lớn tiến hành chạy thử máy. Vào ngày 10 tháng 9, nó rời vùng biển New England để đi sang Mặt trận Thái Bình Dương, băng qua kênh đào Panama vào ngày 16 tháng 9, và sau một chặng dừng ngắn tại San Diego, California, lại tiếp tục hành trình vào ngày 28 tháng 9. Chiếc tàu chiến đi đến quần đảo Hawaii vào đầu tháng 10, bắt đầu huấn luyện. Tuy nhiên, một tai nạn va chạm với tàu sân bay hạng nhẹ Cowpens vào ngày 18 tháng 10 buộc nó phải đi vào Xưởng hải quân Trân Châu Cảng để sửa chữa, kéo dài mất gần hai tháng. Cuối cùng chiếc tàu khu trục trở ra khơi vào ngày 10 tháng 12, tiếp nối hoạt động huấn luyện.

#### 1944
Đến giữa tháng 12, Abbot rời Trân Châu Cảng để hướng sang quần đảo Ellice, đi đến Funafuti vào ngày 26 tháng 12. Các hoạt động huấn luyện và bảo trì kéo dài cho đến đầu tháng 1 năm 1944. Đến cuối tháng, nó gia nhập Đội đặc nhiệm 50.15, đơn vị được phối thuộc cùng Lực lượng Đặc nhiệm 58 cho chiến dịch chiếm đóng quần đảo Marshall. Nhiệm vụ được giao cho đội đặc nhiệm từ ngày 29 tháng 1 đến ngày 17 tháng 2 là cắt đứt con đường tắt giữa Wotje và Taroa nhằm ngăn chặn binh lính và không quân tại đây hỗ trợ cho lực lượng Lục quân Nhật Bản trú đóng tại Majuro, Kwajalein và Eniwetok. Chiếc tàu khu trục tham gia cùng các tàu tuần dương hạng nặng Chester (CA-27), Salt Lake City (CA-25) và Pensacola (CA-24) cùng năm tàu khu trục khác trong việc thường xuyên bắn phá các đảo san hô để giữ chân binh lính và máy bay đối phương. Nó tiếp tục nhiệm vụ này cho đến ngày 12 tháng 2, khi nó bắt đầu tuần tra giữa Majuro và Kwajalein.
Đến giữa tháng 3, Abbot được điều về khu vực Tây Nam Thái Bình Dương, làm nhiệm vụ hộ tống các đoàn tàu vận tải đi lại giữa phía Nam quần đảo Solomon và các cảng vịnh Milne và mũi Sudest thuộc New Guinea. Đến giữa tháng 4, nó tham gia hộ tống cho Đội đặc nhiệm 78.2, một đội tàu sân bay hộ tống hình thành chung quanh các chiếc Coral Sea (CVE-57), Corregidor (CVE-58), Manila Bay (CVE-61) và Natoma Bay (CVE-62). Chiếc tàu khu trục đã bảo vệ các tàu sân bay khỏi các nguy cơ bị tấn công từ trên không và bởi tàu ngầm Nhật Bản, trong khi máy bay của chúng hỗ trợ cho các cuộc đổ bộ lên Aitape và Hollandia trên bờ biển phía Bắc New Guinea. Đội đặc nhiệm 78.2 hoàn tất nhiệm vụ này vào ngày 5 tháng 5, nhưng chiếc tàu khu trục vẫn tiếp tục tháp tùng các tàu sân bay hộ tống cho đến ngày 7 tháng 5, khi nó cùng nhiều tàu chiến khác chuyển hướng đi đến quần đảo New Hebrides, và đi đến Espiritu Santo vào ngày 12 tháng 5.
Trong bốn tuần lễ tiếp theo, Abbot được bảo trì thường lệ và hoạt động huấn luyện ngoài khơi Espiritu Santo. Sang đầu tháng 6, nó quay trở lại khu vực Trung tâm Thái Bình Dương cùng các tàu sân bay hộ tống và các tàu khu trục khác. Lực lượng ghé qua Kwajalein thuộc quần đảo Marshall cho những chuẩn bị sau cùng trước cuộc tấn công lên Saipan. Vào ngày 12 tháng 6, nó rời vũng biển Kwajalein cùng Đội đặc nhiệm 53.7, đội tàu sân bay được hình thành chung quanh các tàu sân bay hộ tống Sangamon (CVE-26), Suwannee (CVE-27) và Chenango (CVE-28). Lực lượng đi đến quần đảo Mariana vào ngày 16 tháng 6, và trong khi máy bay của đội hỗ trợ trên không cho lực lượng tấn công lên Saipan và sau đó lên Guam, các tàu khu trục đã bảo vệ phòng không và chống tàu ngầm cho các tàu sân bay. Đội đặc nhiệm tiếp tục ở lại ngoài khơi bãi đổ bộ trong khi diễn ra Trận chiến biển Philippine, nơi Lực lượng Đặc nhiệm 58 hầu như tiêu diệt không lực trên tàu sân bay của Hạm đội Nhật Bản. Khoảng một tuần sau, vào ngày 26 tháng 6, Abbot cùng Hale (DD-642) tham gia bắn rơi một máy bay ném bom Mitsubishi G4M "Betty" đối phương. Trong suốt tháng 7, nó tiếp tục hộ tống các tàu sân bay trong khi máy bay của chúng bắn phá các mục tiêu tại Saipan và Guam, hỗ trợ cho lực lượng tấn công trên bộ.
Vào đầu tháng 8, Abbot quay trở về Trân Châu Cảng để sửa chữa, nghỉ ngơi và huấn luyện. Đến ngày 28 tháng 8, nó bắt đầu chuẩn bị cho chiến dịch đổ bộ tiếp theo, hoàn tất việc huấn luyện vào giữa tháng 9, rồi khởi hành từ Hawaii vào ngày 15 tháng 9 để hướng sang phía Tây. Đi ngang qua Eniwetok, nó đi đến đảo Manus thuộc quần đảo Admiralty vào ngày 3 tháng 10, tiếp nối các hoạt động huấn luyện tại Manus cho đến ngày 14 tháng 10, khi nó lên đường cùng các tàu vận tải để tham gia cuộc tấn công lên Leyte thuộc quần đảo Philippine. Nó đi đến ngoài khơi bãi đổ bộ vào ngày 20 tháng 10, làm nhiệm vụ tuần tra phòng không và chống tàu ngầm tại khu vực vận chuyển. Cho dù đội của nó chịu đựng những cuộc không kích lẻ tẻ của đối phương, chỉ có một máy bay ném bom hai động cơ tiếp cận trong tầm bắn những khẩu pháo phòng không của nó. Chiếc tàu khu trục cũng trợ giúp lực lượng trên bờ khi bắn pháo sáng ban đêm và bắn phá quấy rối đối phương tại khu vực phụ cận Dulag.
Sáng ngày 21 tháng 10, Abbot rút lui khỏi Leyte để hộ tống một đội tàu vận tải đi Hollandia. Nó đi đến cảng New Guinea này vào ngày 26 tháng 10, và ở lại đây cho đến ngày 2 tháng 11, khi nó lên đường cùng một đội tàu vận tải hướng đến Morotai thuộc phía Bắc quần đảo Molucca, tại Đông Ấn thuộc Hà Lan (nay là Indonesia). Đi đến Morotai ba ngày sau đó, nó ở lại đây trong năm ngày, vào giai đoạn mà đối phương thường xuyên không kích xuống sân bay Morotai vào ban đêm, nhưng các con tàu tại nơi neo đậu vẫn an toàn.
Tuy nhiên, tình hình khác đi khi Abbot lên đường cùng một đội tàu hướng đến Leyte. Khi lực lượng tiếp cận Philippines, không quân Nhật Bản đặt căn cứ trên đất liền bắt đầu các cuộc quấy rối liên tục cả ngày và đêm. Vào ngày 13 tháng 11, một chiếc Nakajima B6N "Jill" đã phóng một quả ngư lôi vào giữa đội hình các tàu vận tải nhưng không trúng đích; tàu đổ bộ Catskill đã bắn rơi kẻ tấn công khoảng 1.000 yd (910 m) phía trước Abbot. Sau khi thả neo nhiều ngày ngoài khơi Dulag, nơi nó bắn hỏng một chiếc Yokosuka D4Y "Judy" bằng pháo 5-inch, con tàu lên đường đi Hollandia vào ngày 24 tháng 11, đi đến cảng New Guinea này vào ngày 29 tháng 11, và ở lại đây trong gần một tháng. Đến ngày 23 tháng 12, nó lên đường đi Philippines cùng một tàu chở hàng và ở lại Leyte cho đến đầu năm mới.

#### 1945
Sau khi được bảo trì và tiếp liệu, Abbot khởi hành vào ngày 2 tháng 1 năm 1945 cùng Đội đặc nhiệm 77.4, một đội đặc nhiệm tàu sân bay hộ tống, để tham gia cuộc đổ bộ lên vịnh Lingayen. Nó đảm nhiệm việc bảo vệ cho Đội tàu sân bay San Fabian dưới quyền Chuẩn đô đốc Felix Stump, và trong hành trình từ Leyte đến Lingayen, đội hình liên tục chịu đựng các cuộc tấn công của máy bay cảm tử Kamikaze. Vào ngày 4 tháng 1, một chiếc đã đâm trúng tàu sân bay hộ tống USS Ommaney Bay (CVE-79), khiến nó hư hại nặng đến mức phải bỏ lại và phải đánh đắm bằng ngư lôi từ tàu khu trục Burns.
Đến ngày 6 tháng 1, lực lượng được tách ra thành các đơn vị tương ứng: Đội Lingayen và Đội San Fabian. Abbot đảm nhiệm phòng không và chống tàu ngầm cho Đội San Fabian trong khi máy bay từ tàu sân bay tiến hành ném bom và bắn phá chuẩn bị, rồi từ ngày 9 tháng 1 bắt đầu trực tiếp hỗ trợ lực lượng trên bờ. Vai trò này, ba gồm hỗ trợ cho các cuộc đổ bộ lên San Felipe và Nsugbu, kéo dài cho đến ngày 31 tháng 1, khi nó rời vịnh Lingayen cùng các tàu sân bay để hướng đến Mindoro.
Sau một tuần lễ làm nhiệm vụ tại vịnh Mangarin, Mindoro, Abbot lên đường đi vịnh Subic hộ tống các tàu sân bay. Từ căn cứ này nó tham gia cùng các tàu sân bay để hỗ trợ choh các cuộc tấn công lên các đảo trong vịnh Manila: Corregidor, El Fraile, Carabao và Caballo. Bản thân nó đã phá hủy một số thủy lôi chung quanh Corregidor và bắt giữ ba binh lính Nhật Bản tìm cách bơi từ Corregidor sang Bataan. Sau khi lính nhảy dù để bộ lên Corregidor vào ngày 15 tháng 2, con tàu đã bắn hỏa lực hỗ trợ theo yêu cầu và bắn pháo sáng ban đêm.
Vào ngày 17 tháng 2, Abbot quay trở lại vịnh Subic cho một tuần lễ tiếp liệu và bảo trì trước khi lên đường đi Palawan vào ngày 24 tháng 2. Nó cùng các tàu tuần dương hạng nhẹ Denver (CL-58), Cleveland (CL-55), Montpelier (CL-57) và ba tàu khu trục khác hỗ trợ cho cuộc tấn công của các đơn vị thuộc Sư đoàn 41 Bộ binh lên Puerto Princesa, cảng chính của Palawan. Cuộc đổ bộ diễn ra suôn sẻ mà không cần sự can thiệp hải pháo từ các tàu chiến, và họ quay trở về vịnh Subic cùng ngày hôm đó. Chiếc tàu khu trục ở lại vịnh Subic để bảo trì cho đến ngày 4 tháng 3, khi nó tham gia một lực lượng tuần dương-khu trục khác để tấn công lên Zamboanga, Mindanao. Tại đây, nó hoạt động như tàu hỗ trợ hỏa lực cho các tàu quét mìn cũng như cho lực lượng trên bờ. Vào ngày 11 tháng 3, nó tuần tra gần đảo Basilan về phía Nam bán đảo Zamboanga, tiêu diệt các sàn lan đối phương bằng hải pháo. Nó hoàn tất nhiệm vụ tại khu vực Mindanao vào ngày hôm sau, lên đường quay trở về Luzon, và về đến vịnh Subic vào ngày 17 tháng 3.
Sau một tuần lễ được bảo trì và tiếp liệu, Abbot tiếp nối các nhiệm vụ nhằm giải phóng phần còn lại của quần đảo Philippine còn do Nhật Bản chiếm giữ. Nó rời vịnh Subic vào ngày 24 tháng 3 cùng một lực lượng tuần dương-khu trục để tấn công lên Cebu thuộc nhóm quần đảo Visayas. Hai ngày sau, con tàu bắn phá chuẩn bị lên bãi đổ bộ khoảng 4 mi (6,4 km) về phía Tây thành phố Cebu, trước khi lực lượng đổ bộ lên bờ lúc khoảng 08 giờ 30 phút. Chiếc tàu khu trục sau đó chuyển sang bắn pháo theo yêu cầu và bắn pháo quấy rối. Từ đây nó tiếp tục đi đến vịnh San Pedro, Leyte, hộ tống một nhóm hỗn hợp các tàu đổ bộ LCM và LCI. Nó ở lại vịnh San Pedro cho đến hết tháng 3 để bảo trì, và trong phần lớn tháng 4, nó được phối thuộc cùng Tư lệnh Tiền phương biển Philippine cho một loạt các nhiệm vụ vận chuyển nhân sự và thư tín.
Vào ngày 24 tháng 4, Abbot quay trở lại dưới quyền chỉ huy của Tư lệnh Lực lượng đổ bộ 7, và di chuyển đến cảng Cebu để hoạt động như một tàu hỗ trợ hỏa lực cho đến đầu tháng 5. Vào ngày 3 tháng 5, nó bắn phá những vị trí được cho là điểm tập trung quân Nhật tại Nailon Point gần làng Tobagan, Cebu. Từ đây con tàu di chuyển dọc bờ biển về phía cảng Cebu, bắn phá các mục tiêu dọc đường đi, và lặp lại nhiệm vụ này ba ngày sau đó trước khi khởi hành từ Cebu vào ngày 8 tháng 5. Tập trung tại Mindoro, nó tham gia cuộc đổ bộ lên vịnh Macajalar trên đảo Mindanao, tham gia bắn phá chuẩn bị vào sáng sớm ngày 10 tháng 5, một việc tỏ ra không cần thiết vì lực lượng tấn công không gặp bất kỳ quân Nhật nào. Con tàu tiếp tục ở lại khu vực phụ cận cho đến ngày 14 tháng 5, sẵn sàng bắn pháo hỗ trợ khi cần thiết. Nó lên đường quay trở lại vịnh San Pedro và ở lại đây trong ba tuần, tham gia tuần tra và hộ tống vận tải tại khu vực miền Nam Philippines, rồi trải qua một đợt bảo trì trong mười ngày tại Leyte.
Abbot trình diện để phục vụ cùng Đệ Tam hạm đội vào ngày 12 tháng 6, và được phân về thành phần hộ tống các tàu sân bay nhanh thuộc Đội đặc nhiệm 38.3. Lực lượng khởi hành từ vịnh Leyte vào ngày 1 tháng 7, đi đến khu vực hoạt động về phía Đông các đảo chính quốc Nhật Bản. Trong khi máy bay từ tàu sân bay không kích xuống vùng đất nhà đối phương, nó và các tàu hộ tống chủ yếu làm nhiệm vụ bảo vệ phòng không và chống tàu ngầm. Tuy nhiên nó cũng trực tiếp tham gia tấn công trong hai lượt. Vào xế trưa ngày 14 tháng 7, Đơn vị Đặc nhiệm 34.8.1, một lực lượng đặc biệt bao gồm các thiết giáp hạm South Dakota (BB-57), Indiana (BB-58) và Massachusetts (BB-59), các tàu tuần dương hạng nặng Quincy (CA-71) và Chicago (CA-136), Abbot cùng tám tàu khu trục khác được cho tách khỏi thành phần hộ tống của Lực lượng Đặc nhiệm 38, và đã tiếp cận gần bờ ở phía Bắc đảo Honshū gần thành phố Kamaishi. Trong sáu lượt bắn phá, họ đã bắn hơn 2.300 quả đạn pháo đủ các cỡ vào nhà máy của hãng Japan Iron Works tại đây. Một nhiệm vụ tương tự thứ hai đã đưa Đơn vị Đặc nhiệm 34.8.1 quay trở lại bờ biển Honshū tại Hamamatsu vào ngày 29 tháng 7.
Vào ngày 8 tháng 8, Abbot được điều sang Đội đặc nhiệm 35.4, bao gồm một đội tuần dương và một hải đội khu trục, với nhiệm vụ điều tra xác minh những mục tiêu tàu nối vốn được báo cáo cách đội hình lực lượng chính khoảng 63 mi (101 km). Đang khi di chuyển với tốc độ 32 kn (59 km/h), chân vịt và một phần trục chân vịt bên mạn phải con tàu bị tách rời ngay phía trước vòng bi trục phía sau. Hư hại đã khiến chiếc tàu khu trục phải gia nhập lại đội hình chính, và con tàu vẫn hoạt động được nhưng chỉ với tốc độ tối đa 23 kn (43 km/h), duy trì vị trí trong đội hình chính. Khi tàu khu trục Borie (DD-704) bị một máy bay Kamikaze đánh trúng vào ngày hôm sau, Abbot đã trợ giúp và hộ tống Borie đi đến cặp bên mạn tàu bệnh viện Rescue (AH-18) để di tản những người bị thương, rồi đi đến Saipan để sửa chữa.
Các con tàu đi đến Saipan vào ngày 17 tháng 8, hai ngày sau khi Nhật Bản đầu hàng kết thúc cuộc xung đột. Abbot đi vào ụ tàu tại đây để sửa chữa, nhưng hư hỏng của nó nghiêm trọng buộc phải quay trở về Hoa Kỳ để khắc phục. Con tàu đi ngang qua Hawaii để quay về Xưởng hải quân Puget Sound, về đến Bremerton, Washington vào đầu tháng 9, và sau khi sửa chữa xong, nó trình diện Tư lệnh đội San Diego thuộc Hạm đội Dự bị Thái Bình Dương để ngừng hoạt động. Nó được cho xuất biên chế vào ngày 21 tháng 5 năm 1946 và neo đậu tại San Diego.

### 1950–1959
Abbot bị bỏ không trong thành phần dự bị trong gần năm năm, cho đến khi Chiến tranh Triều Tiên nổ ra vào mùa Hè 1950 làm gia tăng nhu cầu về tàu chiến hoạt động trong các hạm đội. Nó được cho nhập biên chế trở lại vào ngày 26 tháng 2 năm 1951, và trải qua ba tháng tiếp theo được cải biến và hiện đại hóa trong Xưởng hải quân Mare Island. Chiếc tàu khu trục ra khơi vào ngày 1 tháng 6, nhưng không đi sang khu vực chiến sự tại Triều Tiên mà được điều sang vùng bờ Đông Hoa Kỳ. Nó băng qua kênh đào Panama vào cuối tháng đó để đi đến cảng nhà mới tại Newport, Rhode Island. Trong thời gian còn lại của năm 1951, nó được sửa chữa tại Xưởng hải quân Philadelphia và tiến hành huấn luyện ôn tập tại vịnh Guantánamo, Cuba. Chiếc tàu khu trục trải qua ba tháng đầu năm 1952 chuẩn bị cho lượt bố trí đầu tiên sang khu vực Địa Trung Hải cùng Đệ Lục hạm đội. Nhiệm vụ bắt đầu vào tháng 4 và kết thúc khi nó quay trở về Newport vào tháng 10. Trong gần hai năm tiếp theo, con tàu hoạt động từ Newport trong các nhiệm vụ huấn luyện, thực tập chống tàu ngầm và tập trận.
Abbot lại khởi hành từ Newport vào ngày 1 tháng 6 năm 1954 cùng Đội khu trục 242, cho một chuyến đi kéo dài bảy tháng vòng quanh trái đất. Đi ngang qua kênh đào Panama, San Diego, Oahu và đảo san hô Midway, nó gia nhập Đệ Thất hạm đội tại Yokosuka, Nhật Bản và hoạt động tại khu vực Biển Đông và eo biển Đài Loan cho đến tháng 10. Vào ngày 18 tháng 10, nó lên đường quay trở về Hoa Kỳ ngang qua Ấn Độ Dương, kênh đào Suez, Địa Trung Hải và Đại Tây Dương, ghé qua nhiều cảng dọc trên đường đi. Nó về đến Newport vào ngày 18 tháng 12, và ở lại khu vực này cho đến tháng 1 năm 1955. Vào tháng 2 và tháng 3, nó tham gia cuộc tập trận Springboard hàng năm tiến hành gần vịnh Guantánamo, Cuba trước khi quay trở về Newport, tiếp nối các hoạt động thường lệ tại chỗ, ngoại trừ một chuyến đi thực tập cho học viên sĩ quan kéo dài ba tuần vào tháng 8.
Vào đầu năm 1956, Abbot đi vào Xưởng hải quân Boston để sửa chữa trong hơn bốn tháng. Nó rời xưởng tàu vào ngày 19 tháng 5, tiến hành huấn luyện ôn tập tại vùng biển Cuba cho đến tháng 6. Sang tháng 7, nó cùng toàn Đội khu trục 242 được điều về Hải đội Khu trục 10, và được đổi tên thành Đội khu trục 102. Con tàu trải qua một giai đoạn bảo trì cặp bên mạn một tàu tiếp liệu hoặc trong Xưởng hải quân Boston từ tháng 9 đến tháng 11, nhằm chuẩn bị cho một đợt bố trí khác sang Địa Trung Hải. Đợt hoạt động bắt đầu vào tháng 11 năm 1956 và kéo dài cho đến tháng 2 năm 1957. Chiếc tàu khu trục quay trở về Newport vào ngày 22 tháng 2, và sau khi được bảo trì lại tiếp tục các hoạt động thường lệ và huấn luyện. Trong mùa Hè, nó thực hiện chuyến đi huấn luyện học viên sĩ quan đến Rio de Janeiro, Argentina và Tây Ấn; rồi sang mùa Thu đã tham gia Chiến dịch Strikeback, cuộc tập trận của Khối NATO tiến hành tại vùng Đông Bắc Đại Tây Dương. Trong dịp này nó đã viếng thăm Belfast, Bắc Ireland và Chatham, Anh. Sau khi quay trở về vùng bờ biển New England vào cuối tháng 10, nó tiến hành các hoạt động thường lệ từ Newport cho đến cuối năm.
Vào ngày 15 tháng 1 năm 1958, đi đến Xưởng hải quân Boston để được đại tu theo thường lệ; và sau ba tháng sửa chữa và cải biến, nó trải qua một tháng tiếp theo huấn luyện ôn tập ngoài khơi vịnh Guantánamo, Cuba. Con tàu quay trở lại Newport vào tháng 6, rồi khởi hành từ cảng này vào ngày 11 tháng 7 để hướng đến Annapolis, Maryland, nơi nó đón lên tàu những học viên sĩ quan thuộc Học viện Hải quân Hoa Kỳ cho chuyến đi thực tập mùa Hè. Không lâu sau đó, Tổng thống Li Băng Camille Chamoun, đất nước vốn đang bị sa lầy trong cuộc cuộc nội chiến, đã yêu cầu sự trợ giúp của Hoa Kỳ để khôi phục trật tự. Lực lượng đang hiện diện tại Địa Trung Hải đã được phát đến trợ giúp, và Abbot cùng phần còn lại của Hải đội Khu trục 10 đã hộ tống các lực lượng đổ bộ đi đến đảo Vieques, và sau khi ghé qua San Juan, Puerto Rico đã vượt Đại Tây Dương tăng cường cho lực lượng này. Nó có những chặng dừng ngắn tại Gibraltar và Naples trước khi gia nhập Lực lượng Đặc nhiệm 66, lực lượng tàu sân bay nhanh trực thuộc Đệ Lục hạm đội, tại vùng Biển Đông Địa Trung Hải. Nó thả neo ngoài khơi Beirut, thủ đô Li Băng, hai tuần sau đó, phục vụ như tàu hỗ trợ hỏa lực cho binh lính Thủy quân Lục chiến và Lục quân hoạt động trên bờ. Khi tình hình căng thẳng lắng dịu vào cuối mùa Hè, chiếc tàu khu trục tham gia các hoạt động thường lệ cùng Đệ Lục hạm đội cho đến khi nó quay trở về Newport.

### 1959–1965
Sau khi quay trở về nhà, Abbot tiếp nối các hoạt động thực tập tìm diệt tàu ngầm tại vùng biển New England. Nó được điều động từ Hải đội Khu trục 10 sang Hải đội Hộ tống 14 vào ngày 1 tháng 5 năm 1959, và đảm nhiệm vai trò soái hạm của hải đội; tuy nhiên, nhiệm vụ tác chiến chống tàu ngầm của nó giờ đây mang tính chất phòng thủ nhiều hơn là tấn công. Cuối tháng đó, con tàu được đại tu tại Xưởng hải quân Boston, hoàn tất công việc trong xưởng tàu vào cuối mùa Hè, và trải qua tháng 9 tham gia các cuộc huấn luyện ôn tập tại khu vực vịnh Guantánamo và đảo Culebra, Puerto Rico. Đến tháng 10, nó trở lên phía Bắc đến Newport, tiếp nối các cuộc thực tập chống tàu ngầm.
Những nhiệm vụ này của Abbot kéo dài trong thời gian còn lại của năm 1959 và suốt năm 1960. Vào ngày 5 tháng 5 năm 1961, nó tham gia một hoạt động thuộc kỷ nguyên vũ trụ khi được chỉ định hỗ trợ cho hoạt động thu hồi tàu không gian Freedom 7, một chuyến bay dưới quỹ đạo trái đất trong khuôn khổ Chương trình Mercury, vốn đã cùng phi hành gia Alan B. Shepard Jr. hạ cánh xuống Đại Tây Dương cách về phía Đông mũi Canaveral, Florida khoảng 300 mi (500 km). Đến tháng 9 năm 1961, nó trở thành tàu huấn luyện thuộc Trường khu trục đặt căn cứ tại Newport, hoạt động dọc theo vùng bờ Đông và vùng biển Tây Ấn nhằm huấn luyện những sĩ quan tàu khu trục tương lai.
Nhịp điệu hoạt động huấn luyện thường lệ của Abbot bị phá vỡ trong hai dịp vào năm 1962. Vào tháng 8, nó được phái đến vịnh Guantánamo để hoạt động như một tàu căn cứ phòng thủ do những biến động chính trị tại Haiti. Và vào tháng 10, nó tham gia những hoạt động phong tỏa Cuba do vụ Khủng hoảng tên lửa Cuba, khi Tổng thống John F. Kennedy phát hiện ra Liên Xô bố trí những tên lửa đạn đạo trên đảo này. Sau khi kết thúc vụ khủng hoảng, chiếc tàu khu trục được tách khỏi nhiệm vụ này vào tháng 11, quay trở về Newport vào ngày 24 tháng 11 để tiếp nối nhiệm vụ huấn luyện.
Abbot tiếp tục vai trò nền tảng huấn luyện những sĩ quan tàu khu trục tương lai cho đến tháng 4 năm 1964. Vào ngày 14 tháng 4, nó rời Newport để đi Philadelphia cho nhiệm vụ sau cùng, hoạt động như một tàu huấn luyện Hải quân Dự bị trong gần một năm, và là soái hạm cho Hải đội Khu trục Dự bị 30. Nó được cho xuất biên chế tại Philadelphia vào ngày 26 tháng 3 năm 1965, và đưa về Đội Philadelphia trực thuộc Hạm đội Dự bị Đại Tây Dương. Con tàu bị bỏ không trong một thập niên, trước khi được rút tên khỏi danh sách Đăng bạ Hải quân vào ngày 1 tháng 12 năm 1974. Lườn tàu được bán cho hãng Boston Metals Company tại Baltimore, Maryland vào ngày tháng 8 năm 1975 để tháo dỡ.

## Phần thưởng
Abbot được tặng thưởng tám Ngôi sao Chiến trận do thành tích phục vụ trong Thế Chiến II.